# Campionati mondiali di tiro 1962
I campionati mondiali di tiro 1962 furono la trentottesima edizione dei campionati mondiali di questo sport e si disputarono al Campo di Tiro Piramidi de Il Cairo. La nazione più medagliata fu l'Unione Sovietica.

## Risultati

### Uomini

#### Carabina
| Evento                     | Oro                                                                        | Oro       | Argento                                                                 | Argento   | Bronzo                                                            | Bronzo    |
| Evento                     | Atleta                                                                     | Risultato | Atleta                                                                  | Risultato | Atleta                                                            | Risultato |
| 50m 3 posizioni            | Gary Anderson                                                              | 1157      | Marat Niyasov                                                           | 1147      | Erwin Vogt                                                        | 1142      |
| 50m 3 posizioni a squadre  | Unione Sovietica Marat Niyasov Vasili Borisov Moysey Itkis Vladimir Chuyan | 4533      | Stati Uniti Gary Anderson Tommy Pool Daniel Puckel Verle Wright         | 4522      | Svizzera August Hollenstein Kurt Mueller Hans Spillman Erwin Vogt | 4508      |
| 50m a terra                | Karl Wenk                                                                  | 594       | Vladimir Chuyan                                                         | 592       | James Hill                                                        | 592       |
| 50m a terra a squadre      | Svezia Christer Gustaffson Kurt Johansson Jan Emil Poignant J. Sundberg    | 2355      | Stati Uniti Gary Anderson James Hill Presley Kendall Verle Wright       | 2354      | Germania Ovest Rudolf Bortz Peter Kohnke Karl Wenk KKarl Wenk     | 2351      |
| 50m in ginocchio           | Karl Wenk                                                                  | 388       | Marat Niyasov                                                           | 387       | Ole Hviid Jensen                                                  | 387       |
| 50m in ginocchio a squadre | Unione Sovietica Marat Niyasov Vladimir Chuyan E. Jaros Y. Knyazev         | 1533      | Germania Ovest Hans-Werner Haerbeck Bernd Klingner Karl Wenk            | 1531      | Stati Uniti Gary Anderson James Hill Tommy Pool Daniel Puckel     | 1522      |
| 50m in piedi               | Gary Anderson                                                              | 376       | Erwin Vogt                                                              | 367       | Tommy Pool                                                        | 366       |
| 50m in piedi a squadre     | Stati Uniti Gary Anderson Verle Wright Tommy Pool Daniel Puckel            | 1464      | Svizzera August Hollenstein Kurt Mueller Hans Schoenenberger Erwin Vogt | 1442      | Germania Est H. Golla Werner Heyn M. Kosert H. J. Lehnert         | 1428      |
| 300m 3 posizioni           | Gary Anderson                                                              | 1138      | Vladimir Yevdokimov                                                     | 1138      | Tommy Pool                                                        | 1136      |
| 300m 3 posizioni a squadre | Unione Sovietica E. Jaros Moysey Itkis Andrey Jakonyuk Vladimir Yevdokimov | 4533      | Stati Uniti Gary Anderson Tommy Pool Daniel Puckel Verle Wright         | 4516      | Svizzera August Hollenstein Kurt Mueller Hans Spillman Erwin Vogt | 4506      |
| 300m a terra               | Gary Anderson                                                              | 395       | Hans Spillmann                                                          | 394       | Kurt Johansson                                                    | 393       |
| 300m in ginocchio          | Erwin Vogt                                                                 | 385       | Kurt Müller                                                             | 385       | Vladimir Yevdikimov                                               | 384       |
| 300m in piedi              | Tommy Pool                                                                 | 368       | Jozsef Lacsny                                                           | 364       | Daniel Puckel                                                     | 363       |

#### Carabina standard
| Evento         | Oro                                                                    | Oro       | Argento                                           | Argento   | Bronzo                                                            | Bronzo    |
| Evento         | Atleta                                                                 | Risultato | Atleta                                            | Risultato | Atleta                                                            | Risultato |
| 300m           | Pauli Janhonen                                                         | 537       | Verle Wright                                      | 537       | Andréi Yakoniuk                                                   | 536       |
| 300m a squadre | Unione Sovietica E. Jaros Moysey Itkis Andrey Jakonyuk Vassili Borisov | 2125      | Norvegia J. Istad F. Naes O. Medaas A. Marthinsen | 2086      | Finlandia Pauli Janhonen Esa Kervinen Antti Rissanen Vilho Ylönen | 2077      |

#### Carabina militare
| Evento | Oro                | Oro       | Argento             | Argento   | Bronzo       | Bronzo    |
| Evento | Atleta             | Risultato | Atleta              | Risultato | Atleta       | Risultato |
| 300m   | Hans Schönenberger | ?         | Auguste Hollenstein | ?         | Hans Simonet | ?         |

#### Pistola
| Evento        | Oro                                                                         | Oro       | Argento                                                               | Argento   | Bronzo                                                      | Bronzo    |
| Evento        | Atleta                                                                      | Risultato | Atleta                                                                | Risultato | Atleta                                                      | Risultato |
| 50m           | Vladimir Stolipin                                                           | 559       | Yoshihisha Yoshikama                                                  | 557       | Ludwig Hemauer                                              | 550       |
| 50m a squadre | Unione Sovietica M. Akulov Alexei Gustchin Grigori Kosych Vladimir Stolipin | 2187      | Stati Uniti William Blankenship L. Burchett Franklin Green F. Schaser | 2169      | Svizzera Ludwig Hemauer F. Michel Albert Spaeni Ernst Stoll | 2151      |

#### Pistola a fuoco rapido
| Evento        | Oro                                                                               | Oro       | Argento                                                               | Argento   | Bronzo                                                         | Bronzo    |
| Evento        | Atleta                                                                            | Risultato | Atleta                                                                | Risultato | Atleta                                                         | Risultato |
| 25m           | Alexandr Zabelin                                                                  | 589       | Igor Bakalov                                                          | 588       | James McNally                                                  | 588       |
| 25m a squadre | Unione Sovietica Evgeni Jaidurov Igor Bakalov Renart Suleimanov Alexander Zabelin | 2333      | Stati Uniti James McNally William McMillian Aubrey Smith Cecil Wallis | 2327      | Italia Ugo Amicosante Giovanni Liverzani R. Mazzoni S. Varetto | 2312      |

#### Pistola a fuoco
| Evento        | Oro                                                                            | Oro       | Argento                                                                       | Argento   | Bronzo                                                        | Bronzo    |
| Evento        | Atleta                                                                         | Risultato | Atleta                                                                        | Risultato | Atleta                                                        | Risultato |
| 25m           | Igor Bakalov                                                                   | 590       | Evgeni Jaidurov                                                               | 589       | William Blankenship                                           | 588       |
| 25m a squadre | Unione Sovietica Evgeni Jaidurov Igor Bakalov Vladimir Stopilin Albert Udachin | 2349      | Stati Uniti William Blankenship William McMillian Franklin Green Cecil Wallis | 2341      | Germania Est J. Fichtner Johann Garrei Lothar Jacobi G. Wehle | 2314      |

#### Bersaglio mobile
| Evento                       | Oro                                                                         | Oro       | Argento                                                       | Argento   | Bronzo                                                       | Bronzo    |
| Evento                       | Atleta                                                                      | Risultato | Atleta                                                        | Risultato | Atleta                                                       | Risultato |
| 100m tiro semplice           | Oleg Zakurenov                                                              | 229       | John Foster                                                   | 228       | Rune Flodman                                                 | 227       |
| 100m tiro semplice a squadre | Unione Sovietica Iogan Nikitin I. Nyesterov Vitali Romanenko Oleg Zakurenov | 879       | Stati Uniti John Foster Willis Powell N. Skarpness J. Torbush | 867       | Svezia Rune Flodman H. Halvarsson Sven Johansson K. Karlsson | 842       |
| 100m tiro doppio             | Oleg Zakurenov                                                              | 223       | Iogan Nikitin                                                 | 223       | Willis Powell                                                | 220       |
| 100m tiro doppio a squadre   | Unione Sovietica Iogan Nikitin I. Nyesterov Vitali Romanenko Oleg Zakurenov | 880       | Stati Uniti John Foster Willis Powell N. Skarpness J. Torbush | 859       | Finlandia P. Kling M. Piskula S. Penkkimaeki H. Yrjoevouri   | 811       |

#### Fossa olimpica
| Evento      | Oro                                                                         | Oro       | Argento                                                           | Argento   | Bronzo                                                   | Bronzo    |
| Evento      | Atleta                                                                      | Risultato | Atleta                                                            | Risultato | Atleta                                                   | Risultato |
| Individuale | Vladimir Zimenko                                                            | 295       | Karni Singh                                                       | 295       | Joachim Marscheider                                      | 294       |
| A squadre   | Unione Sovietica Sergei Kalinin Yuri Nikandrov P. Senitsev Vladimir Zimenko | 777       | Germania Est G. Assmus Joachim Marscheider K. Kramer Heinz Rehder | 768       | Rep. Araba Unita E. Badrawi C. Bidair M. Mehrez Y. Saleh | 767       |

#### Skeet
| Evento      | Oro                                                                           | Oro       | Argento                                                                   | Argento   | Bronzo                                                   | Bronzo    |
| Evento      | Atleta                                                                        | Risultato | Atleta                                                                    | Risultato | Atleta                                                   | Risultato |
| Individuale | Nikolái Durnev                                                                | 200       | Yuri Tsuranov                                                             | 198       | Thomas Heffron                                           | 197       |
| A squadre   | Stati Uniti E. Calhoun Thomas Heffron Kenneth Pendergrass Robert David Rodale | 394       | Unione Sovietica Yuri Curanov Nikolai Durnev Arkagyi Kaplun Evgeni Petrov | 392       | Svezia C. Alwen G. Klingspor B. Runesson Lennert Standar | 386       |

### Donne

#### Carabina
| Evento          | Oro                | Oro       | Argento        | Argento   | Bronzo             | Bronzo    |
| Evento          | Atleta             | Risultato | Atleta         | Risultato | Atleta             | Risultato |
| 50m 3 posizioni | Kira Dolgoborodova | 864       | Elena Donskaya | 853       | Renate Wischnewski | 824       |
| 50m a terra     | Elena Donskaya     | 586       | Marjorie Dunt  | 583       | Anneliese Goth     | 582       |

#### Pistola militare
| Evento | Oro             | Oro       | Argento      | Argento   | Bronzo       | Bronzo    |
| Evento | Atleta          | Risultato | Atleta       | Risultato | Atleta       | Risultato |
| 25m    | Nadezhda Yulina | 570       | Gail Liberty | 570       | Sofia Tiagni | 569       |

#### Pistola a fuoco rapido
| Evento | Oro          | Oro       | Argento         | Argento   | Bronzo                 | Bronzo    |
| Evento | Atleta       | Risultato | Atleta          | Risultato | Atleta                 | Risultato |
| 25m    | Sofia Tiagni | 583       | Nadezhda Yulina | 579       | Gertrude Schernitzauer | 550       |

#### Fossa olimpica
| Evento      | Oro                | Oro       | Argento              | Argento   | Bronzo         | Bronzo    |
| Evento      | Atleta             | Risultato | Atleta               | Risultato | Atleta         | Risultato |
| Individuale | Valentina Gerasina | 87        | Charlotte Berkenkamp | 86        | Sheila Breckon | 81        |

#### Skeet
| Evento      | Oro           | Oro       | Argento        | Argento   | Bronzo         | Bronzo    |
| Evento      | Atleta        | Risultato | Atleta         | Risultato | Atleta         | Risultato |
| Individuale | Mercedes Mata | 99        | Marjorie Annan | 85        | Elena Sebasova | 84        |

## Medagliere
Nazione ospitante
| Posiz. | Nazione          | Oro | Argento | Bronzo | Totale |
| ------ | ---------------- | --- | ------- | ------ | ------ |
| 1      | Unione Sovietica | 22  | 11      | 4      | 37     |
| 2      | Stati Uniti      | 7   | 13      | 10     | 30     |
| 3      | Svizzera         | 2   | 5       | 6      | 13     |
| 4      | Germania Ovest   | 2   | 1       | 2      | 5      |
| 5      | Svezia           | 1   | 0       | 4      | 5      |
| 6      | Finlandia        | 1   | 0       | 2      | 3      |
| 7      | Venezuela        | 1   | 0       | 0      | 1      |
| 8      | Germania Est     | 0   | 1       | 4      | 5      |
| 9      | Ungheria         | 0   | 1       | 0      | 1      |
| 9      | Norvegia         | 0   | 1       | 0      | 1      |
| 9      | Giappone         | 0   | 1       | 0      | 1      |
| 9      | India            | 0   | 1       | 0      | 1      |
| 9      | Sudafrica        | 0   | 1       | 0      | 1      |
| 14     | Danimarca        | 0   | 0       | 1      | 1      |
| 14     | Rep. Araba Unita | 0   | 0       | 1      | 1      |
| 14     | Italia           | 0   | 0       | 1      | 1      |
| 14     | Gran Bretagna    | 0   | 0       | 1      | 1      |